# Ешугов, Софербий Бачмизович
Соферби́й Бачми́зович Ешу́гов (род. 8 февраля 1956, Краснодар) — советский футболист, российский футбольный тренер, с 4 декабря 2008 года имеющий тренерскую лицензию категории «Pro».

## Карьера

### Клубная
Воспитанник футбольной школы клуба «Кубань». Выступал в первенствах СССР[уточнить] за «Кубань»[уточнить], узбекские клубы «Пахтачи» из Гулистана и «Янгиер», завершил карьеру игрока в майкопской «Дружбе» в 1983 году.

### Тренерская
В 1989 году занял должность начальника команды в майкопской «Дружбе», затем, в том же году, стал главным тренером команды, за время работы с которой до 1992 года заложил крепкий фундамент для будущего выдающегося успеха за всю историю клуба — выхода в 1/2 финала первого Кубка России. В 1993 году работал начальником команды в клубе «Колос», а в 1994 году снова вернулся в «Дружбу», где проработал в должности главного тренера следующие 4 года. В 1999 году возглавил «Кубань», где в основном из местных воспитанников создал крепкую команду, которая смогла вернуться в Первый дивизион даже несмотря на его отставку летом 2000 года, когда созданная Ешуговым команда успешно довела сезон до конца даже под руководством спортивного директора клуба. С 2001 по 2003 год возглавлял нальчикский «Спартак», который под его руководством стал одним из лидеров Первого дивизиона. В разгар сезона 2004 года вернулся в к тому времени находившуюся внизу турнирной таблицы Высшего дивизиона «Кубань», но решить глубокие структурные проблемы клуба того сезона ему было не под силу, команда свою игру так и не нашла, однако, смогла под его руководством победить чемпиона того года московский «Локомотив». С 2005 года работал в брянском «Динамо», где, несмотря на многочисленные финансовые проблемы клуба, сумел создать крепкую команду, которую в 2007 году довёл до 1/2 финала Кубка России, после чего в очередной раз вернулся в «Кубань», где снова проявились те же проблемы, что и тремя годами ранее, только возможностей для полноценной работы тренера стало ещё меньше.
В конце 2007 года возглавил липецкий «Металлург», который под его руководством в сезоне 2008 года успешно завершил упорную борьбу в зоне «Центр» Второго дивизиона за выход в Первый дивизион.
В марте 2009 года снова вернулся в майкопскую «Дружбу» в качестве главного тренера команды. В 2010 году вновь вернулся в Брянск на место главного тренера, но покинул его 5 мая. В марте 2011 года возглавил латвийский клуб «Юрмала», но уже в августе его сменил Игорь Степанов. Весной 2013 года возглавил любительский футбольный клуб «Химик» Белореченск, который привёл к победе в чемпионате и кубке Краснодарского края. После этого стал главным тренером «Афипса», при нём клуб дебютировал в профессиональном футболе и в сезоне-2014/15 занял 4-е место в зоне «Юг» ПФЛ. В 2017 году вновь возглавил брянское «Динамо». С 2018 года — главный тренер майкопской «Дружбы»